# Паскаль Сент Джеймс
Паскаль Сент Джеймс (род. 16 апреля 1963 года, Париж, настоящее имя неизвестно) — французский порноактёр и режиссёр порнографических фильмов. Один из ветеранов порноиндустрии, на его счету съёмки более чем в 500 фильмах на протяжении 33 лет.

## Биография
Он начал свою карьеру в качестве порноактёра в начале 1980-х годов и постепенно стал одним из самых плодовитых актёров во французском порно. В 2000-х годах он перешел к режиссуре порнографических фильмов. Он так же снялся в некоторых телевизионных фильмах и реалити-шоу. В 2015 году он отметил 33-летие своей кинокарьеры.
Паскаль Сент Джеймс много снимался в фильмах студии Private и Marc Dorcel и сотрудничал с такими режиссёрами, как Пьер Вудман, Антонио Адамо, Марио Сальери и другими. 
Супруга — порноактриса Элиза Сторм.

## Избранная фильмография
- «Matador 9: 18 Holes — Passion On The Green» (2000)
- «Трахни меня» (2000)
- «Ingenui turisti nella spirale del vizio» (2000)
- «Prison Quartier De Femme» (2000)
- «Private Gold 41: Madness» (2000)
- «Matador 12: Avalanche 2» (2001)
- «Private Gold 51: Living in Sin» (2002)
- «Private Black Label 43: Da Vinci» (2006)
- «Город секса» (2006)
- «Ma soeur et moi» (2013)

## Награды
- AVN Awards (2007) — Best Sex Scene in a Foreign-Shot Production (номинация)[2]
- AVN Awards (2007) — Best Group Sex Scene Video (номинация)
- Brussels International Festival of Eroticism (2009) — награда за лучший фильм («No taboo sous les Tropiques») совместно с порноактрисой Bamboo[3].